# Noricum ripense

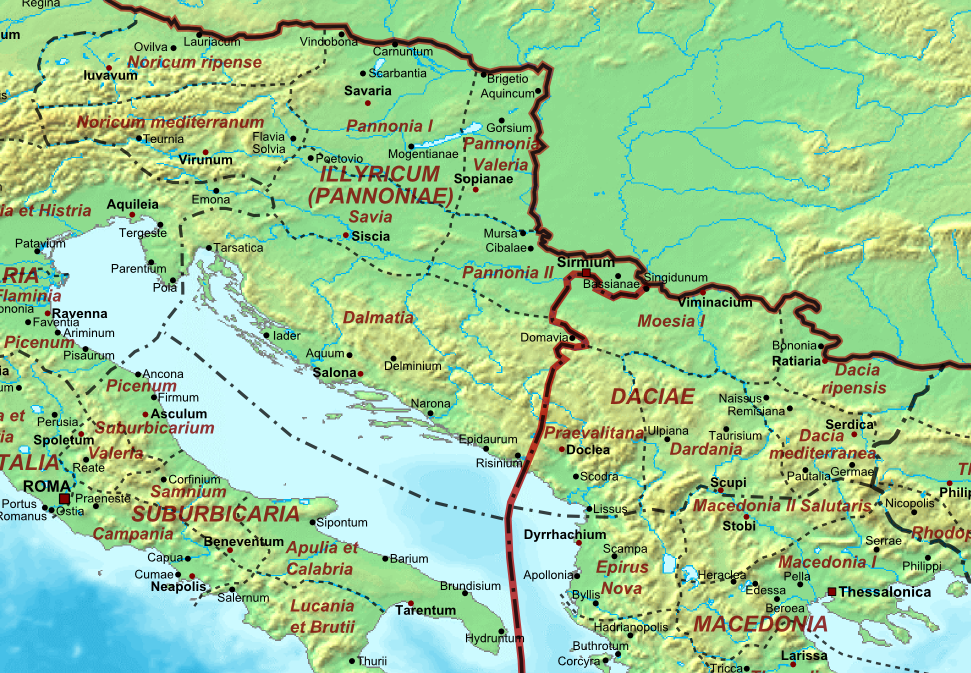
Die illyrischen Provinzen um 400 n. Chr.

Noricum ripense (Ufernoricum) war eine im frühen 4. Jahrhundert durch Teilung der vormaligen Provinz Noricum entstandene spätantike römische Provinz.

## Geographische Gliederung
Die Provinz lag nördlich des Alpenhauptkamms und zählte zur Dioecesis Pannoniae (ab 395 Dioecesis Illyrici occidentale). Sie umfasste die Gebiete der heutigen Bundesländer Oberösterreich, Salzburg, sowie den südwestlichen Teil Niederösterreichs (Mostviertel) und den bayrischen Chiemgau. Gemeint ist mit „Ufer“-Noricum das Donau-Ufer.

## Geschichte
Die neue Verwaltungseinheit entstand im Zuge der diokletianischen Reichsreformen im frühen 4. Jahrhundert durch Teilung des vormaligen Noricum. Militärisch war sie dem Dux Pannoniae Primae et Norici Ripensis zugeordnet. König Odoaker ordnete 488 die Umsiedlung der kelto-romanischen Bevölkerung aus Noricum ripense nach Italien an. Entgegen früheren Ansichten wurde dieser Befehl aber wohl nur von einem Teil der Provinzialen befolgt. Namenskontinuität in Toponymen sowie eine Fülle archäologischer Funde belegen eine breite kulturelle Kontinuität über den offiziellen Zusammenbruch der römischen Verwaltung hinaus und verbinden die römische Zeit über die Spätantike mit dem Frühmittelalter.